# 城固北站
城固北站，位于中华人民共和国陕西省汉中市城固县五郎庙镇，是西成客运专线上的高铁站，2017年12月6日通车启用，由西安铁路局管辖。

## 历史进程
2013年底，位于城固县城以北约五公里的五郎庙乡黄家村，城固北站土建施工开工。2015年底，城固北站站房主体工程施工完成。2016年底，站前广场开工，西成客专城固北站站前广场一期工程面积40.5亩，包括广场、交通换乘区域及游客服务中心，估算投资2969万元，目前已完成规划设计和征地拆迁，2017年1月施工单位将进场建设，预计2017年5月底前竣工。西成客专计划于2017年5月1日静态验收。2017年7月1日联调联试。城固北站于2017年12月6日通车运营。

## 外部連結
- 中国铁路客户服务中心（页面存档备份，存于）